# Hellcats (film)
Hellcats (coréen : 뜨거운 것이 좋아 ; littéralement : Je l'aime chaud ou Certains l'aiment chaud) est un film sud-coréen réalisé par Kwon Chil-In sorti en 2008.
Il s'agit d'une comédie romantique sur une famille élargie de trois femmes de générations différentes — la quadragénaire architecte d'intérieur Young-mi (Lee Mi-sook), la scénariste de 27 ans Ah-mi (Min-hee Kim), et la lycéenne Kang-ae (So-hee Ahn) — qui sont toutes confrontées à des dilemmes concernant l'amour et le sexe,.

## Distribution
- Lee Mi-Sook : Kim Yeong-mi (comme Mi-suk Lee)
- Min-hee Kim : Kim Ah-mi
- Sohee : Kim Kang-ae (comme So-hee Ahn)
- Kim Sung-soo : Oh Seung-won
- Kim Heung-soo : Na Won-suk
- Yoon Hee-seok : Choi Kyung-soo
- Kang Hae-in : Yoo Mi-ran
- Kim Bum : Lee Ho-jae
- Jang Hang-jun : Le directeur d'Ahn
- Park Kwang-jung : Le gynécologue
- Jung In-gi : Le propriétaire de café
- Oh Yeon-ah : Le femme dans l'atelier de Na Won-suk
- Lee Myeong-haeng : L'ami de l'agence de voyage
- Kim Gyeong-hyeong : Le client
- Moon Se-yoon : Le coiffeur d'Ah-mi
- Jun-seong Kim : L'artiste des ongles de Young-mi
- Lee Eun-sung : Un membre du personnel des cosmétiques de Kang-ae

## Récompenses et distinctions
| Année | Prix                         | Catégorie                | impétrant     | Resultat   |
| ----- | ---------------------------- | ------------------------ | ------------- | ---------- |
| 2008  | 44e Baeksang Arts Awards     | Meilleure actrice        | Min-hee Kim   | Lauréat    |
| 2008  | 44e Baeksang Arts Awards     | Meilleur espoir masculin | Kim Heung-soo | Nomination |
| 2008  | 9e Pusan Film Critics Awards | Meilleure actrice        | Min-hee Kim   | Lauréat    |
| 2008  | 17e Buil Film Awards         | Meilleur espoir féminin  | Ahn So-hee    | Nomination |
| 2008  | 17e Buil Film Awards         | Meilleur montage         | Kim Sun-min   | Lauréat    |
| 2008  | 7e Korean Film Awards        | Meilleure actrice        | Min-hee Kim   | Nomination |